# Ogólnopolska Fotograficzna Grupa Twórcza Art Fokus 13
Ogólnopolska Fotograficzna Grupa Twórcza Art Fokus 13 – polskie stowarzyszenie fotograficzne utworzone w 2014 roku z inicjatywy trzynastu członków założycieli. Członek zbiorowy Fotoklubu Rzeczypospolitej Polskiej Stowarzyszenia Twórców.

## Historia
Ogólnopolską Fotograficzną Grupę Twórczą Art Fokus 13 założono 4 kwietnia 2014 w Kleszczowie (województwo łódzkie). Grupa powstała dzięki inicjatywie trzynastu osób, które wcześniej wielokrotnie uczestniczyły w licznych wspólnych, ogólnopolskich plenerach, warsztatach, wystawach fotograficznych. W grudniu 2014 Ogólnopolska Fotograficzna Grupa Twórcza Art Fokus 13 została przyjęta w poczet członków zbiorowych Fotoklubu Rzeczypospolitej Polskiej Stowarzyszenia Twórców (Akt Przyjęcia nr 32).

## Działalność
Celem działalności Ogólnopolskiej Fotograficznej Grupy Twórczej Art Fokus 13 jest upowszechnianie fotografii, upowszechnianie sztuki fotograficznej, promocja twórczości fotograficznej poszczególnych jej członków, reprezentowanie interesów twórczych oraz zawodowych członków, ochrona praw autorskich członków w Polsce i za granicą. Ogólnopolska Fotograficzna Grupa Twórcza Art Fokus 13 jest organizatorem wystaw fotograficznych; dorocznych, indywidualnych, zbiorowych, poplenerowych (m.in. członków stowarzyszenia). Jest organizatorem fotograficznych wystaw tematycznych. Jest organizatorem, współorganizatorem, uczestnikiem licznych ogólnopolskich plenerów oraz warsztatów fotograficznych. 
Kilkunastu członków AF13 to członkowie i Artyści Fotoklubu Rzeczypospolitej Polskiej Stowarzyszenia Twórców (AFRP). Jednego z członków AF13 (Karola Walaszczyka) Międzynarodowa Federacja Sztuki Fotograficznej uhonorowała tytułem Artiste FIAP (AFIAP). Kilkoro członków AF13 zostało odznaczonych Medalem „Za Zasługi dla Rozwoju Twórczości Fotograficznej”, Medalem „Zasłużony dla Fotografii Polskiej” oraz Medalem „Za Zasługi dla Fotografii Polskiej” – odznaczeniem przyznawanym przez Kapitułę Fotoklubu Rzeczypospolitej Polskiej Stowarzyszenia Twórców – w 100. rocznicę odzyskania przez Polskę niepodległości (1918–2018).

## Władze AF13

### Zarząd
- Mariusz Broszkiewicz – prezes Zarządu
- Aneta Konik – wiceprezes Zarządu
- Agnieszka Tomiczek – wiceprezes Zarządu do spraw finansowych
- Waldemar Siatka – sekretarz

### Komisja Rewizyjna
- Ewa Cygańska
- Iwona Krzysztofek
- Jacek Mirkowski

### Sąd Koleżeński
- Krzysztof Ciszewski
- Lech Kłoda-Kamiński
- Witold Koleszko

Źródło